# 187 г. пр.н.е.
187 (сто осемдесет и седма) година преди новата ера (пр.н.е.) е година от доюлианския (Помпилийски) римски календар.

## Събития

### В Римската република
- Консули са Марк Емилий Лепид и Гай Фламиний.
- По нареждането на консулите са построени пътищата Виа Емилия и Виа Фламиния минор (между Арециум и Бонония), които носят техните имена.[1]
- Политически атаки срещу Сципион Африкански. Той е обвинен от двама народни трибуни в присвояване на пари по време на кампанията в Азия, но по време на годишнината от битката при Зама Сципион напомня за дейността и победите си в защитата на Републиката, след което се оттегля поради лошото си здраве във вилата си в Кампания. Тиберий Семпроний Гракх успява да прокара предложение за спиране на наказателното преследване на основание миналите заслуги на Сципион към държавата.[2]
- Марк Фулвий Нобилиор се завръща в Рим от Гърция, за да получи право на триумф въпреки съпротивата на един от народните трибуни, който отново повдига въпроса за разграбването на град Амбракия.[2]
- 21 декември – Нобилиор празнува триумф за победата му над Етолийците.[3]

### В Азия
- Антиох III е убит, докато разграбва храм в Елам в опити да попълни изпразнената си хазна.[2] Наследен е на трона от Селевк IV Филопатор.
- Започва война (ок. 187 – 183 г. пр.н.е.) между пергамския цар Евмен II и царя на Витиния Прусий I.[1]

## Родени
- Клитомах, картагено-гръцки философ (умрял 110 г. пр.н.е.)

## Починали
- Антиох III Велики, цар от династията на Селевкидите разширил и укрепил империята си на Изток, но провалил се в опита си да оспори възхода на римското влияние на Балканите и в Мала Азия (роден ок. 241 г. пр.н.е.)